# Vườn quốc gia Chitwan
Vườn quốc gia Chitwan (tiếng Nepal: चितवन राष्ट्रिय निकुञ्ज) là vườn quốc gia đầu tiên ở Nepal. Trước đây gọi là Vườn quốc gia Hoàng gia Chitwan, được thành lập vào năm 1973 và một di sản thế giới của UNESCO cần được bảo vệ khẩn cấp vào năm 1984. Nó có diện tích 932 km2 (360 dặm vuông Anh) nằm ở vùng cận nhiệt đới của Thung lũng Nội lục Terai, một vùng đất thấp ở Trung-Nam Nepal, thuộc các huyện Nawalpur, Parsa, Chitwan và Makwanpur. Độ cao của vườn quốc gia này dao động từ khoảng 100 m (330 ft) trong các thung lũng sông cho đến 815 m (2.674 ft) ở vùng đồi Churia.
Ở phía bắc và phía tây của khu vực được bảo vệ, hệ thống sông Narayani-Rapti tạo thành một ranh giới tự nhiên ngăn cách với các khu định cư của con người. Tiếp giáp với phía đông của vườn quốc gia Chitwan là vườn quốc gia Parsa, tiếp giáp ở phía nam là khu bảo tồn hổ thuộc vườn quốc gia Valmiki của Ấn Độ. Khu vực được bảo vệ nghiêm ngặt của vườn quốc gia có diện tích 2.075 km2 (801 dặm vuông Anh) bao gồm cho các đơn vị bảo tồn hổ Bengal (TCU) Chitwan-Parsa-Valmiki, là một phần của các đồng cỏ bãi bồi và rừng rụng lá ẩm cận nhiệt đới có diện tích lên tới 3.549 km2 (1.370 dặm vuông Anh).

## Lịch sử
Kể từ cuối thế kỷ 19, Chitwan - Trái tim của rừng nhiệt đới từng là nơi săn bắn yêu thích của tầng lớp cai trị ở Nepal trong những mùa đông mát mẻ. Cho đến những năm 1950, hành trình đi từ Kathmandu đến phía nam của Nepal rất gian nan vì khu vực này chỉ có thể đi bộ và phải mất vài tuần. Các khu trại đầy đủ tiện nghi đã được thiết lập cho các thợ săn thú lớn và đoàn tùy tùng của họ, nơi họ ở lại trong một vài tháng để săn bắn hàng trăm con hổ Bengal, tê giác, báo và gấu lợn.
Vào năm 1950, rừng và đồng cỏ của Chitwan đã mở rộng tới hơn 2.600 km2 (1.000 dặm vuông Anh) và là nhà của khoảng 800 cá thể tê giác quý hiếm. Khi những người nông dân nghèo từ giữa các đồi chuyển đến thung lũng Chitwan để tìm kiếm đất canh tác cho nông nghiệp, khu vực này sau đó đã được khai khẩn để định cư và nạn săn trộm động vật hoang dã dần trở nên không thể kiểm soát. Năm 1957, luật bảo tồn đầu tiên của Nepal áp dụng việc bảo vệ tê giác và môi trường sống của chúng. Năm 1959, Edward Pritchard Gee đã thực hiện một cuộc khảo sát về khu vực này, đề nghị tạo ra một khu vực bảo vệ ở phía bắc sông Rapti và một khu bảo tồn động vật hoang dã phía nam sông trong thời gian thử nghiệm 10 năm. Sau cuộc điều tra tiếp theo của ông về Chitwan năm 1963, lần này là có cả sự tham gia của Hiệp hội Bảo tồn Động vật và Thực vật Quốc tế và Liên minh Bảo tồn Thiên nhiên Quốc tế, ông đã đề nghị mở rộng khu bảo tồn xuống phía nam.
Đến cuối những năm 1960, 70% rừng rậm của Chitwan đã bị xóa sổ, bệnh sốt rét đã được ngăn chặn bằng DDT, hàng ngàn người đã định cư ở đó và chỉ còn 95 con tê giác. Sự suy giảm nghiêm trọng về số lượng tê giác và mức độ săn trộm gia tăng đã buộc chính phủ phải cho thành lập Gaida Gasti - một đội tuần tra trinh sát tê giác gồm 130 người trang bị vũ trang và một mạng lưới các đồn bảo vệ khắp Chitwan. Để ngăn chặn sự tuyệt chủng của tê giác, vườn quốc gia Chitwan đã được công bố vào tháng 12 năm 1970 với ranh giới được phân định vào năm sau đó và được thành lập chính thức vào năm 1973 ban đầu có diện tích 544 km2 (210 dặm vuông Anh).
Khi vườn quốc gia được thành lập thì cộng đồng người Tharu buộc phải di dời khỏi vùng đất truyền thống của họ. Họ đã bị từ chối bất kỳ quyền sở hữu đất đai nào trong ranh giới vườn quốc gia khiến họ bị rơi vào tình trạng không có đất đai và nghèo đói. Binh lính Nepal đã phá hủy các ngôi làng nằm bên trong ranh giới, đốt cháy nhà cửa và cưỡng chế những người đang cố cày ruộng. Một số binh lính dùng vũ lực đe dọa người Tharu buộc họ phải rời đi. Vào năm 1977, vườn quốc gia mở rộng lên thành 932 km2 (360 dặm vuông Anh). Đến năm 1997, một vùng đệm rộng 766,1 km2 (295,8 dặm vuông Anh) đã được thêm vào ở phía bắc và tây của hệ thống sông Narayani-Rapti, nằm giữa ranh giới phía đông nam của vườn quốc gia và biên giới quốc tế với Ấn Độ.
Hiện nay, trụ sở chính của cơ quan quản lý vườn quốc gia nằm tại làng Kasara. Gần đó là các trung tâm nhân giống cá sấu Ấn Độ và rùa được thành lập. Vào năm 2008, một trung tâm nhân giống kền kền đã được khánh thành nhằm mục đích nuôi giữ 25 cặp thuộc hai loài kền kền đang bị đe dọa nghiêm trọng ở mức cực kỳ nguy cấp tại Nepal là kền kền lưng trắng phương Đông và kền kền mỏ nhỏ.

## Thảm thực vật

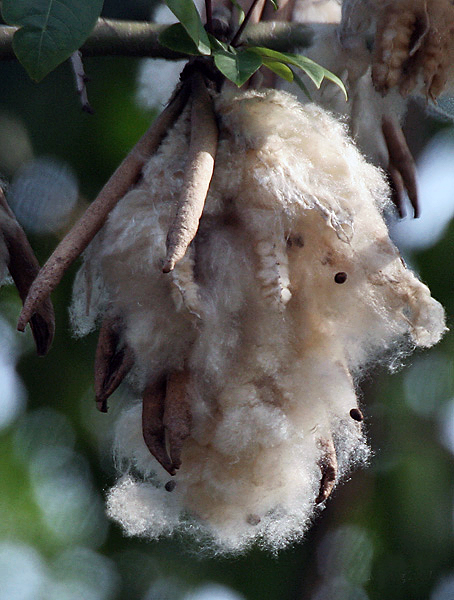
kapok hay còn gọi là cây bông gạo, một loài đặc hữu có mặt tại vườn quốc gia.

Vườn quốc gia có thảm thực vật đặc trưng của đồng bằng nội lục Terai là rừng lá rộng cận nhiệt đới Himalaya với sự xuất hiện chủ yếu của những cây sala chiếm 70% diện tích vườn quốc gia. Các khu vực rừng sala thuần khiết nhất nằm tại vùng đất thấp thoát nước tốt ở trung tâm vườn quốc gia. Dọc theo mặt phía nam của Churia, sala xen lẫn với thông Chir (Pinus roxburghii). Trên sườn phía bắc, sala xen lẫn với các loài cây bụi và có hoa như bàng hôi (Terminalia bellirica), Hồng mộc Bắc Ấn Độ (Dalbergia sissoo), Anogeissus latifolia, táo voi (Dillenia indica), Garuga; một số loại cây dây leo thuộc chi trinh đằng (Parthenocissus) như Bauhinia vahlii, Spatholobus.
Cháy rừng tại đây xảy ra theo mùa, cộng thêm lũ lụt và xói mòn tạo ra bức tranh thiên nhiên thay đổi không ngừng của các khu rừng ven sông và đồng cỏ dọc theo bờ sông. Tại các bãi bồi và vùng đất thấp, keo cao (Acacia catechu) với Hồng mộc Bắc Ấn Độ (Dalbergia sissoo) chiếm ưu thế, tiếp theo là các loài cây bông gạo và ruối (Trewia nudiflora). Cây bụi tán thấp bao gồm hoa môi (Callicarpa macrophylla), Clerodendrum infortunatum, me rừng (Phyllanthus emblica) cung cấp nơi trú ẩn cho nhiều loài khác.
Sa van Terai-Duar và đồng cỏ chiếm khoảng 20% diện tích của vườn quốc gia. Hơn 50 loài được tìm thấy ở đây, bao gồm một số loại cỏ cao nhất thế giới như cỏ voi (Saccharum ravennae), Sậy núi (Arundo donax), cỏ lau (Phragmites) và một số loài thuộc Họ Hòa thảo. Cỏ lách (Saccarum spontaneum) là một trong những loại cỏ đầu tiên xâm chiếm các bãi cát mới và bị cuốn trôi bởi lũ lụt và gió mùa hàng năm.

## Hệ động vật
Một loạt các kiểu thảm thực vật trong vườn quốc gia Chitwan là nhà của hơn 700 loài động vật hoang dã, một số loài bướm và côn trùng chưa được thống kê đầy đủ.Các loài bò sát ngoài rắn hổ mang chúa và trăn Ấn Độ thì còn có 17 loài rắn khác, rùa núi vàng, kỳ đà. Hệ thống sông Narayani-Rapti, các phụ lưu của chúng cùng vô số các hồ nước là môi trường sống của 113 loài cá và cá sấu đầm lầy được ghi nhận. Đầu những năm 1950, có khoảng 235 cá thể cá sấu Ấn Độ có mặt ở sông Narayani. Tuy nhiên, số lượng của chúng suy giảm đáng kể và chỉ còn 38 con ghi nhận vào năm 2003. Mỗi năm, trứng của cá sấu Ấn Độ được thu thập dọc bờ sông để ấp trong trung tâm của dự án bảo tồn cá sấu Ấn Độ, nơi chúng được nuôi ít nhất từ 6-9 năm. Hàng năm, những cá thể cá sấu Ấn Độ sẽ được đem trở lại sông Narayani-Rapti, nhưng đáng buồn là chỉ có số ít trong đó là tồn tại được.

## Văn chương
- Bảo tồn chim Nepal (2006). Birds of Chitwan. Danh sách kiểm tra báo cáo có 543 loài. Công bố hợp tác với Sở Công viên Quốc gia và Bảo tồn động vật hoang dã và Chương trình Bảo tồn II, Kathmandu.
- Gurung, K. K., Singh R. (1996). Hướng dẫn về các loài động vật có vú của Tiểu lục địa Ấn Độ. Academic Press, San Diego, ISBN 0-12-309350-3

## Hình ảnh

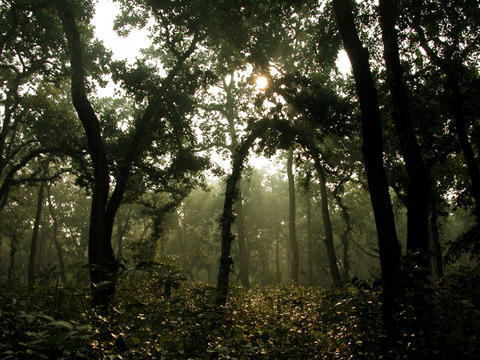
Rừng Sal
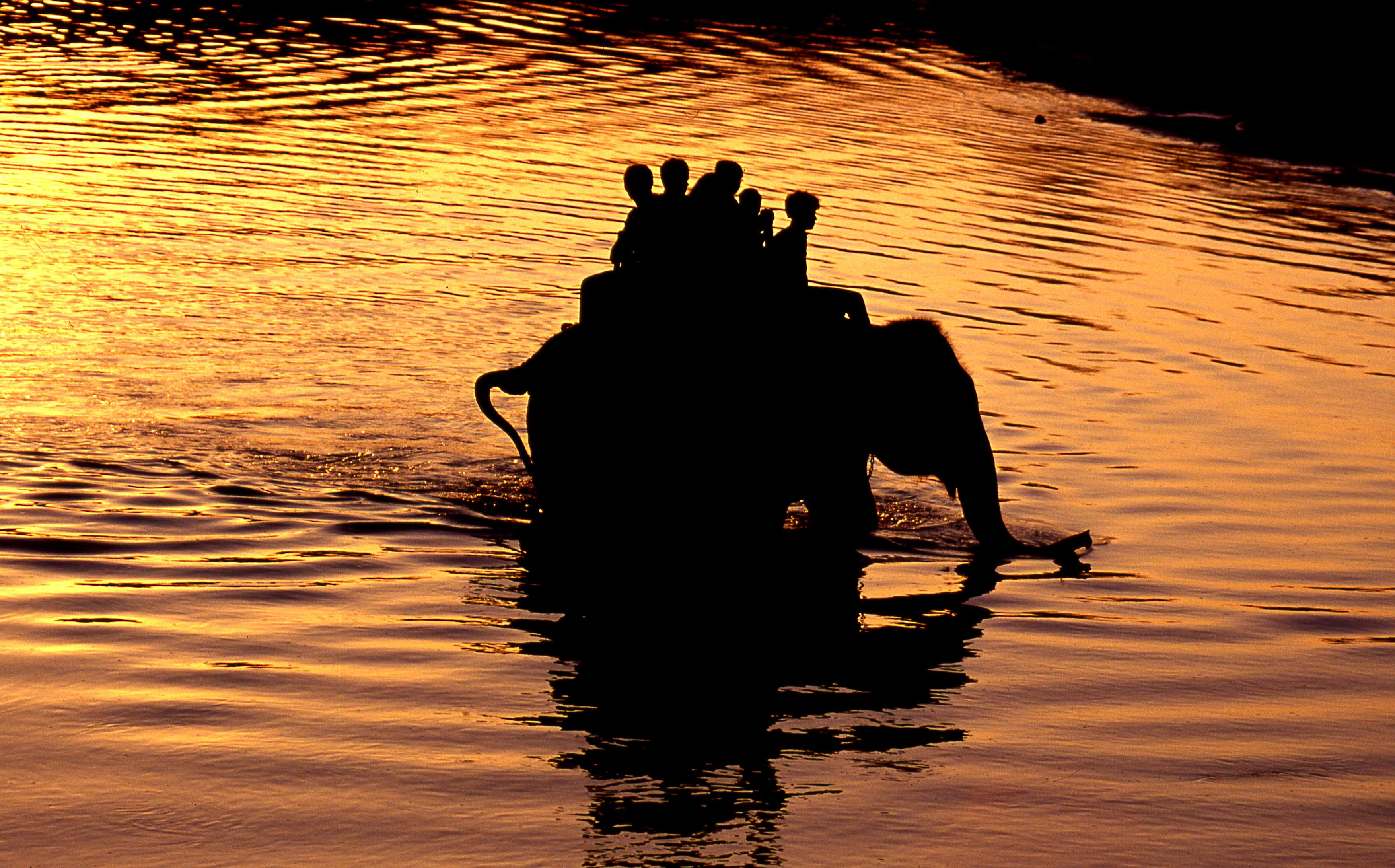
Trên lưng voi
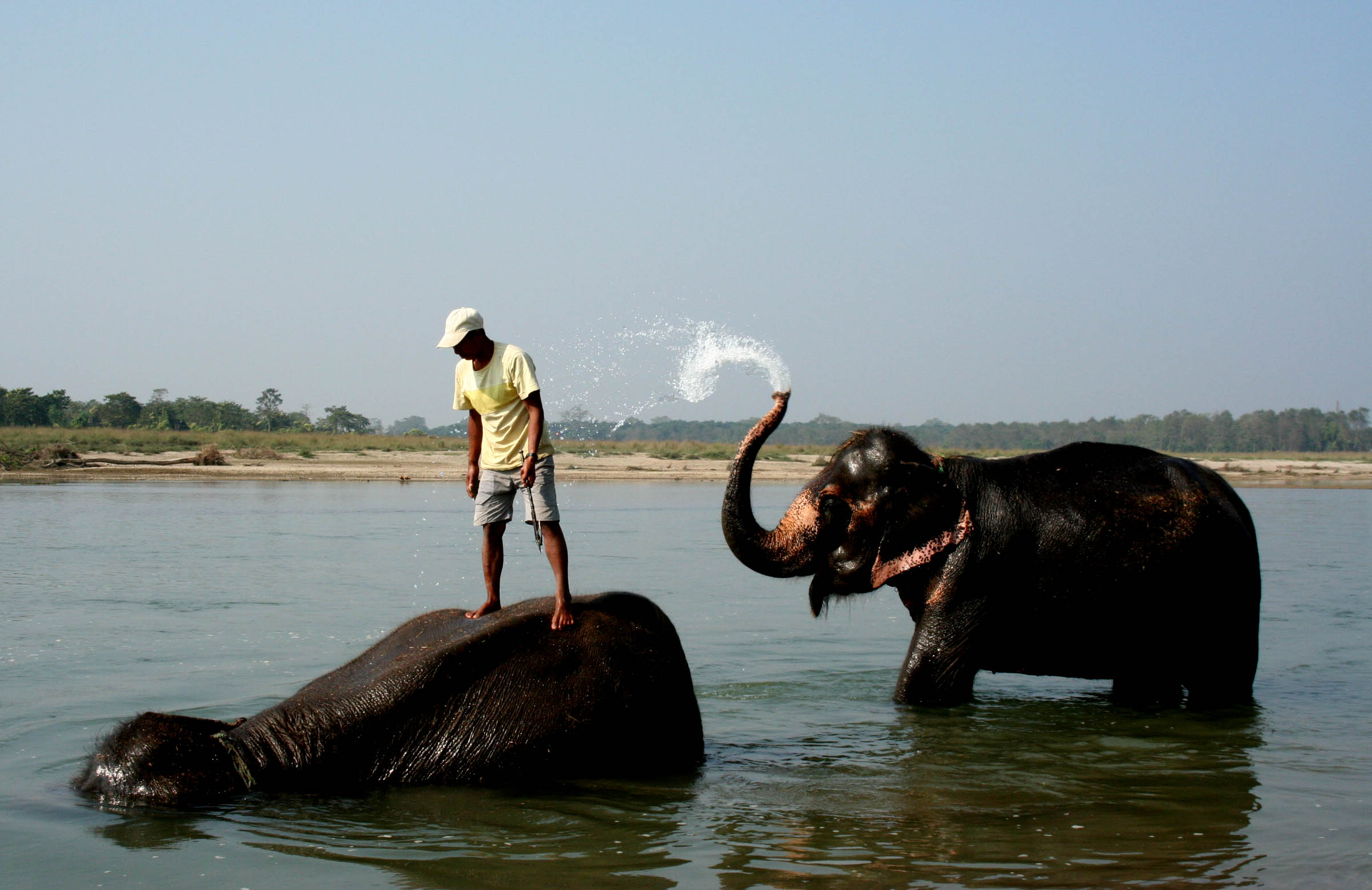
Những con voi đang tắm
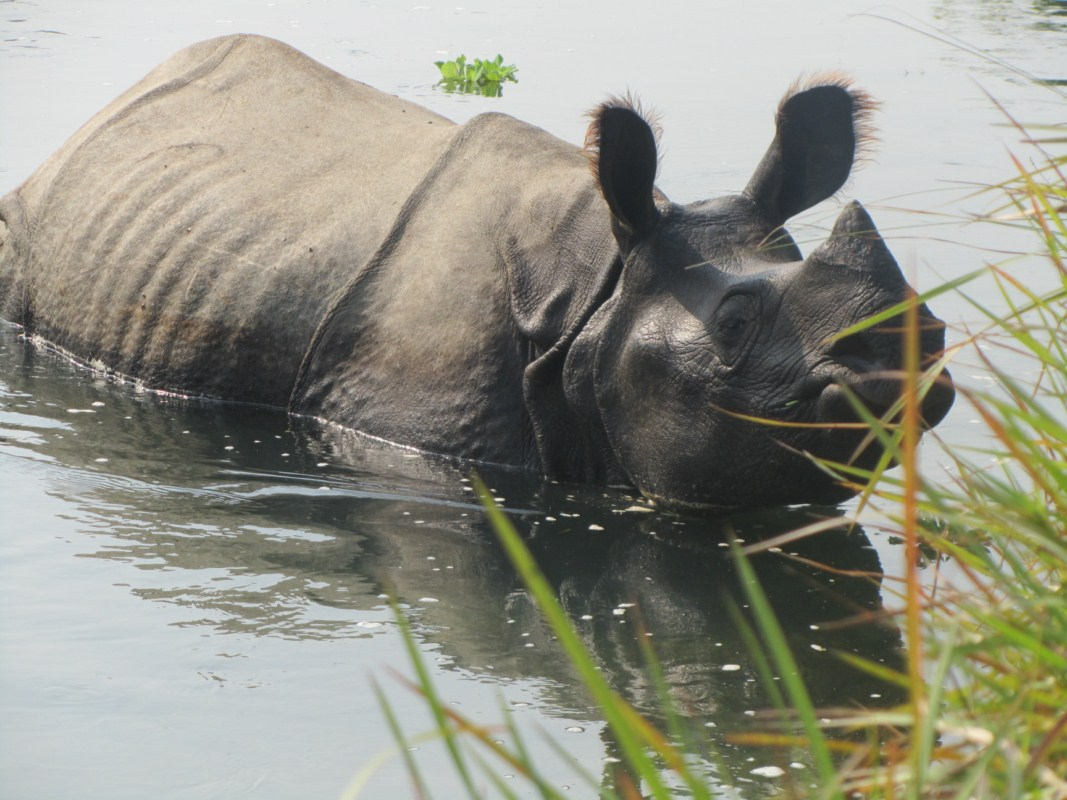
Một con tê giác đang tắm
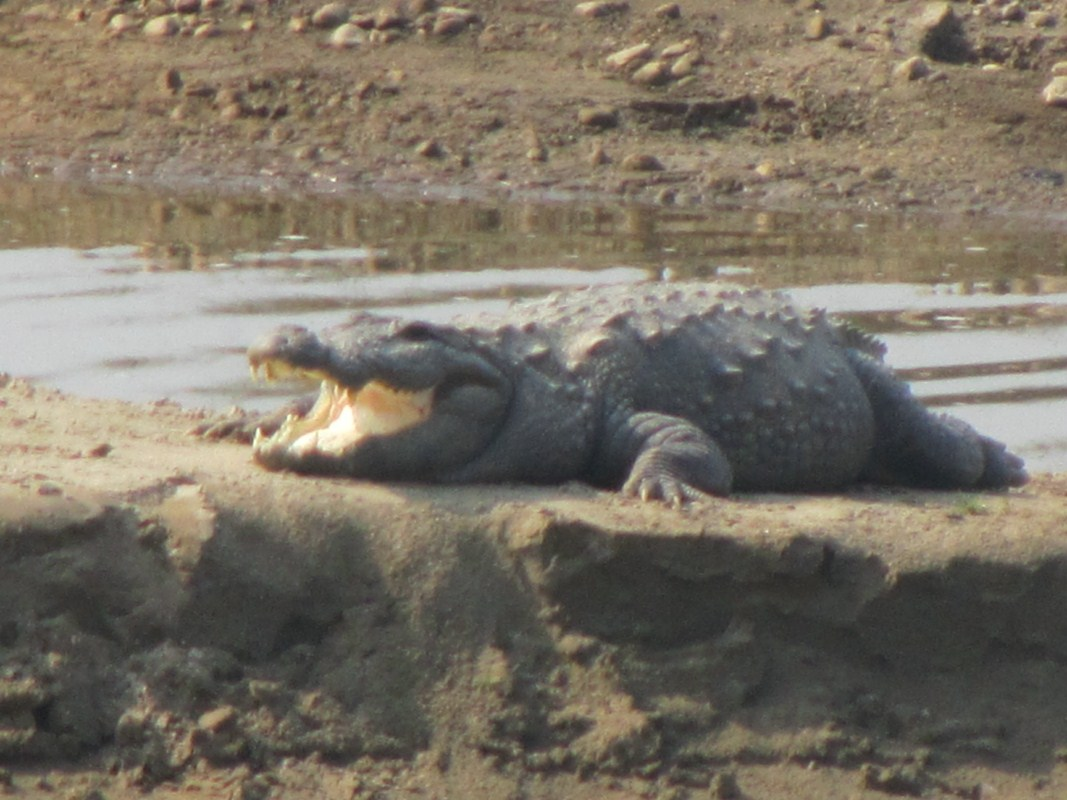
Cá sấu tắm nắng
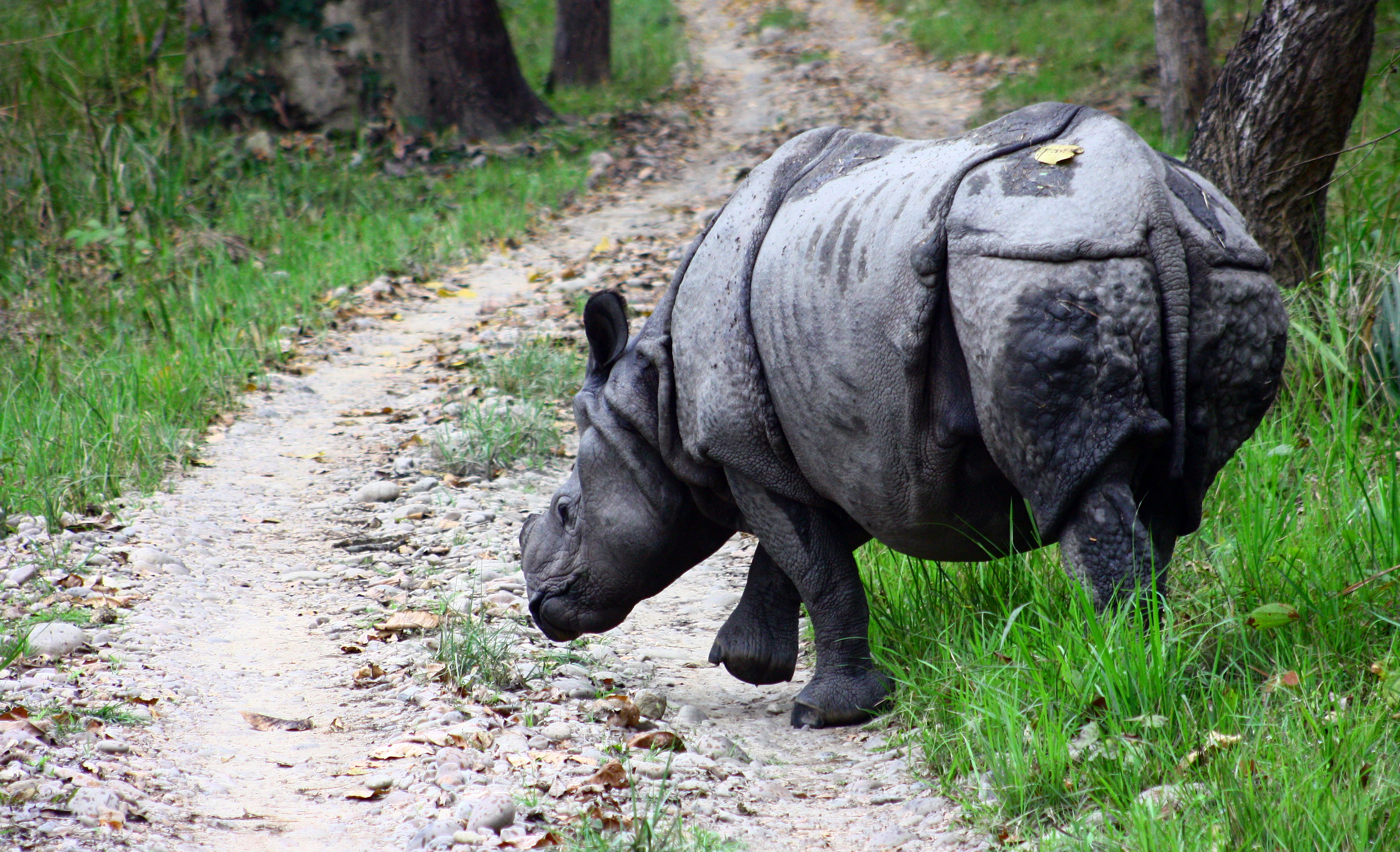